# 12478 Судзукісейдзі
12478 Судзукісейдзі (12478 Suzukiseiji) — астероїд головного поясу, відкритий 7 березня 1997 року.
Тіссеранів параметр щодо Юпітера — 3,540.
Названо на честь Судзукі Сейдзі (яп. すずき・せいじ(鈴木静児) судзукі сейдзі).